# Xã 1, Quận Morris, Kansas
Xã 1 (tiếng Anh: Township 1) là một xã thuộc quận Morris, tiểu bang Kansas, Hoa Kỳ. Năm 2010, dân số của xã này là 509 người.